# ILMARI
ILMARI（イルマリ、1975年6月17日 - ）は、ヒップホップユニットRIP SLYMEのMC、TERIYAKI BOYZのリーダー、Steady&Co.のメンバー、The Beatmossのボーカル。FUNKY GRAMMAR UNITの一員。
フィンランド・ヘルシンキ生まれ、東京都江東区育ち。日本人の父親とフィンランド人の母親を持つ。芸名は、フィンランドでのミドルネームから。妻はモデルの蛯原友里。2児の父。

## 来歴
学生時代からダンスをしており、小学校時代から知り合いだったRYO-Zに誘われてクラブなどで踊るようになる。1994年、RYO-Zと元RIP SLYMEのDJのshigeともにユニットを結成。その後、SHOJI、PESが参加正式して、RIP SLYMEが結成された。
RIP SLYME外での活動としては、2001年にDragon Ashの降谷建志とBOTS、スケボーキングのSHIGEOとともにSteady&Co.を結成。2004年には小林武史プロデュースの元、女性歌手Salyuと共同制作で「VALON」をリリース。また2005年からはアパレルブランド経営者であるNIGO、同じくRIP SLYMEのメンバーであるRYO-Z、m-floのメンバーであるVERBAL、ソロのラッパーとして活躍していたWISEらとともにTERIYAKI BOYZを結成。
2008年、オムニバス・ショート・ムービー『R246 STORY』において『CLUB246』の監督を務めた。

## 人物・エピソード
ハスキーボイスが特徴的な個性のひとつ。初期の頃はやや高いクリアな声をしていた。
父親は日本人で、母親はフィンランド人。幼い頃はフィンランドにいたが、すぐに日本に移住。姉と妹がいる。
2009年12月23日にモデルの蛯原友里と結婚。2010年6月にパリ近郊の教会で挙式した。2015年11月4日に第1子男児、2021年11月12日に第2子女児が誕生したことを発表した。

## 出演

### テレビ
- レコ☆Hits!（2011年3月2日、日本テレビ）

### 映画
- パリピ孔明 THE MOVIE（2025年4月25日） - バトルフェスのスタッフ 役[4]

## 参加作品
RIP SLYME, Steady&Co., TERIYAKI BOYZの作品を除く
- Valon / Ilmari×Salyu
- ウィークエンド・シャッフル feat. MCU、RYO-Z、KREVA、CUEZERO、CHANNEL、KOHEI JAPAN、SU、LITTLE、ILMARI、GAKU-MC、SONOMI、PES、K.I.N、童子-T / RHYMESTER
- ミラクル☆BANZAI / 木村カエラ feat. ILMARI
- HI-TEN feat. ILMARI & SU / lecca
- ミス ユニバース feat. SU，ILMARI（from RIP SLYME）、黒木メイサ / STUDIO APARTMENT
- Believe That feat. ILMARI、AKLO & Mugino Yui / DJ SOULJAH
- Crazy Days feat. ILMARI (RIP SLYME) / azumi